# Lynx Corporation
Lynx Corporation – australijski konstruktor samochodów wyścigowych, firma tuningująca samochody oraz producent części samochodowych.

## Historia
Firma została założona w 1958 roku w Sydney, jako Lynx Engineering. Lynx pomagał w tuningowaniu samochodów, produkował także własne samochody wyścigowe, takie jak zaprojektowany przez Rona Tauranaka Lynx 500, Lynx-BMC czy Lynx-Peugeot. Lynx konstruował także samochody Formuły Junior projektu Tauranaka, używane szeroko w wyścigach w Australii w latach 60. Jeden z takich samochodów, napędzany przez silnik Ford i używany przez Lou Stonnella, został wystawiony na nieoficjalne Grand Prix Nowej Zelandii Formuły 1 w 1962 roku. Stonnell nie ukończył jednak tego wyścigu.
Obecnie firma produkuje takie części, jak filtry powietrza, świece zapłonowe, zestawy do tuningu etc.